# Węglinek (powiat janowski)
Węglinek – wieś w Polsce położona w województwie lubelskim, w powiecie janowskim, w gminie Batorz.
W latach 1975–1998 miejscowość należała administracyjnie do województwa tarnobrzeskiego. Wieś jest sołectwem. Według Narodowego Spisu Powszechnego (III 2011 r.) liczyła 139 mieszkańców i była ósmą co do wielkości miejscowością gminy Batorz.